# Mediterrane Ernährung

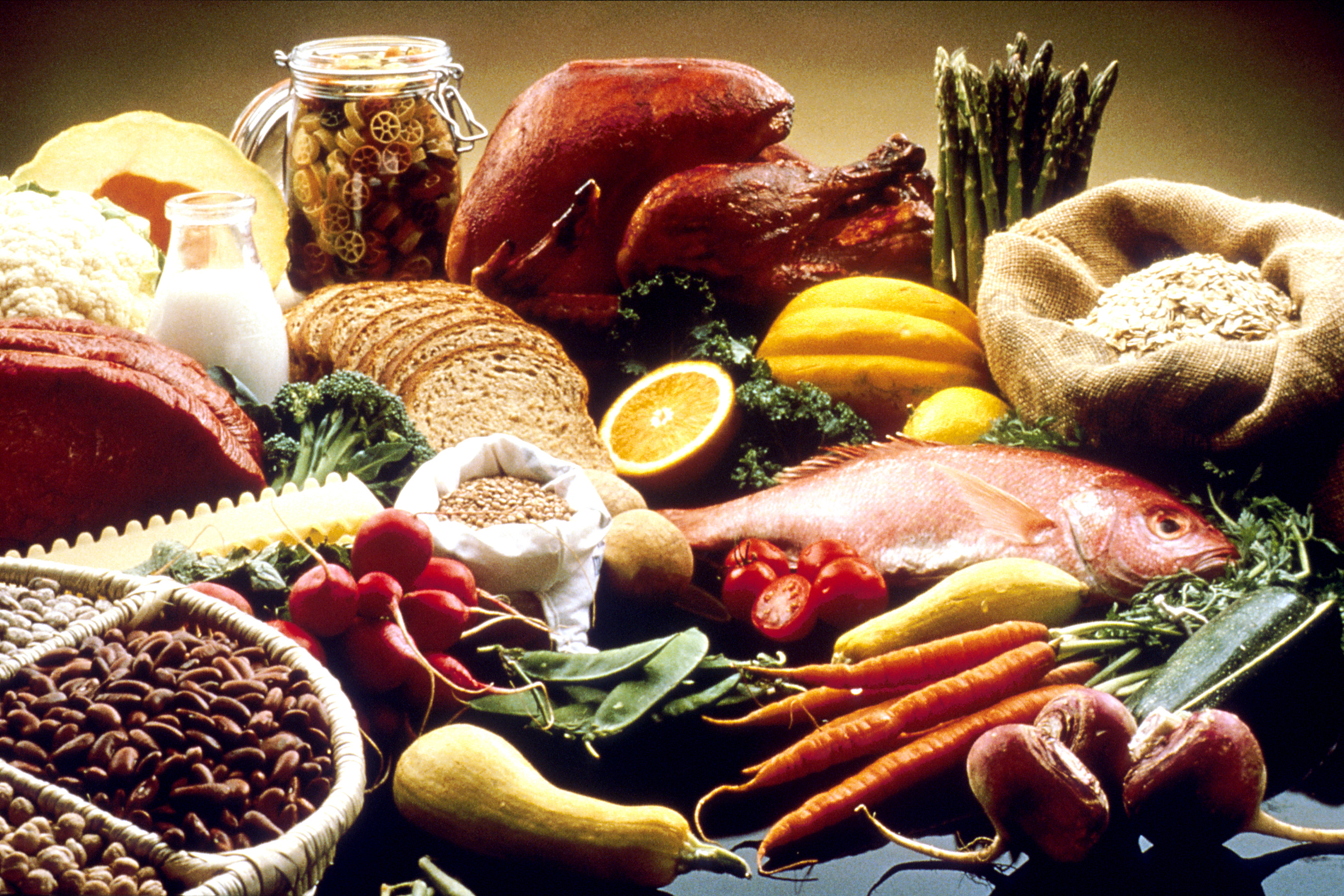
Ein wesentlicher Forschungsschwerpunkt ist auch die Übertragbarkeit des Ernährungsmusters auf Länder, in denen z. B. Olivenöl nicht zu etablierten Lebensmitteln gehört.

Die mediterrane Ernährung (auch Mittelmeer-Diät) ist eine Ernährungsweise basierend auf viel Obst und Gemüse, Hülsenfrüchten, Vollkorn-Getreideprodukten, Olivenöl, moderatem Fisch-Konsum und einer gemäßigten oder geringen Menge an Milchprodukten, Wein und Fleisch. Sie ist inspiriert von der Ernährung im Mittelmeerraum vor den 1960er Jahren.
Seit Mitte der 1950er Jahre ist sie Gegenstand vieler wissenschaftlicher Studien zu gesundheitsförderlichen Effekten der Ernährung. Während Anfangs der Fokus auf einzelnen Bestandteilen der Ernährungsweise wie z. B. Olivenöl lag, wurde später der Fokus mehr auf die Kombination von Nahrungsmitteln und deren synergistischen Effekten gelegt. In der Literatur besteht große Einigkeit hinsichtlich der Ernährungspyramide, aber durchaus Unterschiede in den Mengenempfehlungen. Ein wesentlicher Forschungsschwerpunkt wurde auch die Übertragbarkeit auf andere Länder, in denen z. B. Olivenöl nicht zu etablierten Lebensmitteln gehört. Dies führte zu Variationen der mediterranen Ernährung, die sich statt Olivenöl mehr auf andere Pflanzenöle mit überwiegend ungesättigtem Fettsäurespektrum bezogen.

## Geschichte
Die niederländischen Ärzte Cornelis de Langen und Isidore Snapper entdeckten in der ersten Hälfte des 20. Jahrhunderts, dass traditionell lebende Menschen in Indonesien bzw. Peking (China) viel seltener unter angina pectoris und Herzkrankheiten litten. Sie führten dies auf eine überwiegend Pflanzenbasierte Ernährung und niedriges Gesamt Serum-Cholesterin zurück.

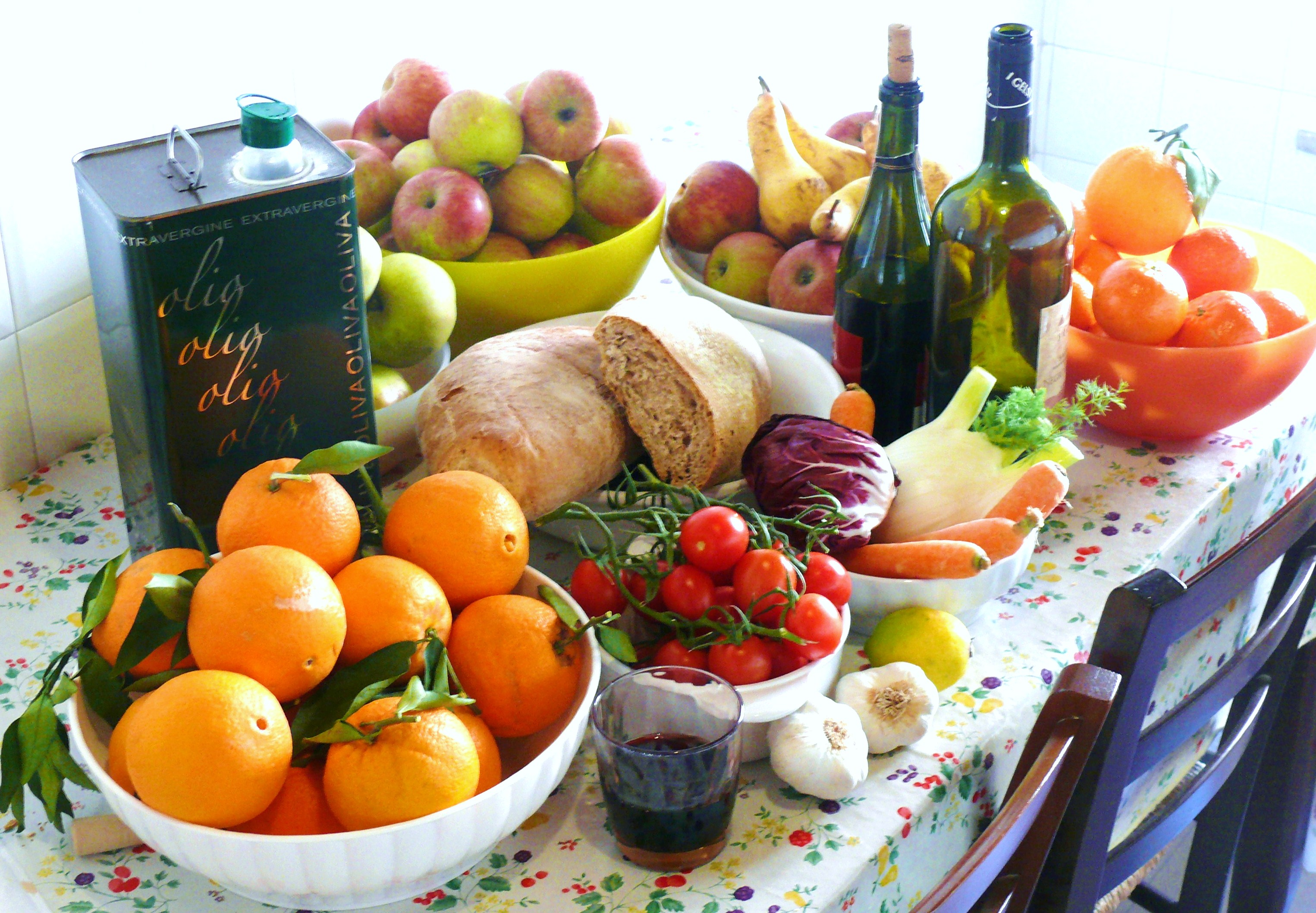
Übliche Bestandteile der mediterranen Ernährung

Der amerikanischen Wissenschaftler Ancel Keys entdeckte in den 1950er Jahren, dass die relativ arme Bevölkerung in kleinen süditalienischen Dörfern überraschenderweise viel gesünder war als die deutlich wohlhabenderen Menschen in New York und auch viel gesünder als italienische Auswanderer, die sich schon länger in den USA angesiedelt hatten. Er notierte auf einer seiner Reisen:

“... homemade minestrone, pasta of all varieties, with tomato sauce and a sprinkling of Parmesan, only occasionally enriched with a few pieces of meat or served with a small fish of the place beans and macaroni ..., so much bread, never removed from the oven more than a few hours before being eaten, and nothing with which spread it, lots of fresh vegetables sprinkled with olive oil, a small portion of meat or fish maybe a couple of times a week and always fresh fruit for dessert”

„... hausgemachte Minestrone, Nudeln aller Art, mit Tomatensauce und einer Prise Parmesan, nur gelegentlich mit ein paar Fleischstücken verfeinert oder mit einem kleinen Fisch aus der Gegend, Bohnen und Makkaroni ..., so viel Brot, das niemals mehr als ein paar Stunden vor dem Verzehr aus dem Ofen genommen wurde und das mit nichts bestrichen wird, viel frisches Gemüse mit Olivenöl beträufeln, eine kleine Portion Fleisch oder Fisch vielleicht ein paar Mal pro Woche und immer frisches Obst zum Nachtisch“

Um diese Entdeckung weiter zu erforschen, startete er die Sieben-Länder-Studie. Diese kam zu dem Ergebnis, dass die damalige Ernährungsweise in Nordeuropa und den USA mit einem zehnmal so hohen Risiko für Herz-Kreislauf-Erkrankungen assoziiert war wie die damalige Ernährungsweise in mediterranen Ländern. Diese Studie konzentrierte sich auf die Menge an gesättigten Fettsäuren in der Nahrung, die u. a. bereits durch die Framingham-Herz-Studie als Risikofaktor bekannt waren. Der Serum-Cholesterinspiegel kann gesenkt werden, indem weniger gesättigte Fettsäuren konsumiert werden. Ebenfalls Serum-Cholesterinspiegelsenkend wirkt der Konsum von mehrfach ungesättigte Fettsäuren wie Omega 5 und Omega 3, die zu einer erhöhten Aktivität der LDL-Rezeptoren führen. Infolge der Beobachtung gingen die offiziellen Ernährungsempfehlungen dahin weniger gesättigte Fettsäuren und mehr mehrfach ungesättigte Fettsäuren zu konsumieren. Obwohl der Effekt einer solchen Ernährungsumstellung auf den Serum-Cholesterinspiegel nur moderat ist, stellte sich heraus, dass 50 % weniger Herzerkrankungen auftraten. Bereits Ancel Keys vermutete deshalb, dass hier noch andere Faktoren mit eine Rolle spielen müssten.
In den 1980er Jahren gingen die Ernährungsempfehlungen in den westlichen Ländern jedoch dahin, alle Arten von Fett in der Ernährung zu reduzieren. Dies führte einerseits zu einem nachlassenden Interesse an der mediterranen Ernährung und andererseits zu einer starken Zunahme von Fettleibigkeit in westlichen Ländern, mit den damit verbundenen negativen gesundheitlichen Konsequenzen. Die Health Professionals Follow-up Study und die Nurses’ Health Study ergaben, dass die Reduktion von gesättigtem Fett dann nicht gesundheitsförderlich ist, wenn deshalb im selben Umfang mehr (zugesetzter) Zucker, Auszugsmehl oder trans-Fettsäuren konsumiert werden.
Wissenschaftler entdeckten weiterhin, dass neben dem Gesamt Serum-Cholesterin auch High Density Lipoprotein (HDL) und Triglyceride eine Rolle spielen. Mensink und Katan konnten in einer Ernährungsstudie nachweisen, dass der Ersatz von gesättigtem Fett durch einerseits Olivenöl (wie in der mediterranen Diät) und andererseits komplexe Kohlenhydrate (wie in den damaligen Ernährungsempfehlungen) das Gesamt Serum-Cholesterin in beiden Fällen annähernd gleichermaßen verringert wurde, dass die Olivenöldiät aber einen positiveren Effekt auf HDL und Triglyceride hat. Dieses Ergebnis konnte in zahlreichen Studien reproduziert werden. Weiterhin konnten Mensink and Katan nachweisen, dass die industriell hergestellten trans-Fettsäuren wie sie damals in Margarine reichlich enthalten waren zwar das Gesamt Serum-Cholesterin etwas verringern, aber einen katastrophalen Effekt auf das HDL haben. Weiterhin konnte später z. B. durch die Nurses’ Health Study erforscht werden, dass die Ernährung nicht nur Einfluss auf das Serum-Cholesterin hat, sondern auch auf andere Faktoren wie Blutdruck, Blutgerinnung, Insulinresistenz, antioxidative Effekte, Homocystein, Entzündungen, Endothelfuktion und Herzrhythmusstörungen haben kann. Durch diese Erkenntnisse wuchs wieder das wissenschaftliche Interesse an der Mediterranen Ernährung. Es wurde beobachtet, dass in der mediterranen Ernährung Omega-3-Fettsäuren eine größere Rolle spielen, Küstenbewohner nehmen diese regelmäßig durch Fischmahlzeiten zu sich, im Inland stammen diese hauptsächlich aus pflanzlicher Nahrung. In der Lyon Heart Study wurde einer Gruppe von Teilnehmern eine Variation der traditionellen kretischen Diät serviert mit Rapsöl als Hauptquelle für Omega-3-Fettsäuren und mit verringertem Konsum von rotem Fleisch und Milchprodukten. Die andere Gruppe bekam eine Low-Fat Diät gemäß den damaligen Ernährungsempfehlungen. Über den fünfjährigen Beobachtungszeitraum hatte die Gruppe mit der Mittelmeerdiät 70 % weniger Fälle von Koronare Herzkrankheit und Todesfälle als die Kontrollgruppe. In zahlreichen Studien, u. a. der Health Professionals’ Follow-up Study wurde dann festgestellt, dass die Gruppe mit dem höchsten Anteil an Ballaststoffen in der Nahrung, z. B. aus Vollkorn, ein um 30 % niedrigeres kardiovaskuläres Risiko und Typ 2 Diabetes Risiko hatten. Auf der anderen Seite zeigte sich, dass gezuckerte Erfrischungsgetränke das Typ 2 Diabetes Risiko erhöhen. Diese sind in westlichen Ländern sehr verbreitet, waren in der traditionellen mediterranen Diät aber unbekannt.

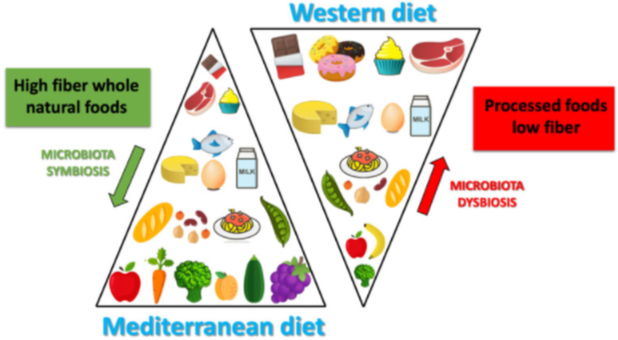
Mediterrane Ernährung im Vergleich zur „Westlichen Ernährungsweise“, in der u. a. hochverarbeitete Lebensmittel mit geringem Balaststoffgehalt eine große Rolle spielen. Dies hat auch Auswirkungen auf das Mikrobiom.

Walter C. Willett stellte 2007 fest, dass Aspekte der mediterranen Ernährung in westlichen Ländern zunehmend berücksichtigt werden. So hatten die nordeuropäischen Länder in der Sieben-Länder-Studie noch mit am schlechtesten abgeschnitten, haben aber heutzutage mit die höchste Lebenserwartung. Gleichzeitig fand ironischerweise in den Mittelmeerländern eine „Verwestlichung“ der Ernährung statt, die zu einer relativen Verschlechterung der Lebenserwartung führte.
In neuerer Zeit wurde als weiterer Wirkmechanismus die Erhöhung der Paraoxonase Aktivität postuliert. Paraoxonase ist ein Enzym das unter anderem die Oxidation von Low Density Lipoprotein (LDL-Cholesterin) verhindert. Es wurde ein direkter Zusammenhang zwischen dem Ausmaß der Paraoxonase Aktivität und dem Carotinoide Spiegel im Blut entdeckt. In verschiedenen Studien wurde ein positiver Einfluss verschiedener Obst und Gemüse, Olivenöl und Nüssen postuliert.
Es wird auch zum Einfluss der mediterranen Diät auf das Mikrobiom geforscht. In der „NU-AGE“ Studie an älteren Menschen in fünf verschiedenen Ländern zeigte sich, dass es nach einem Jahr Ernährungsumstellung zu einer größeren Bakterienvielfalt im Darm, einer vermehrten Produktion kurzkettiger Fettsäuren und einer Vermehrung von Bakterienarten kam, die mit einer verringerten Gebrechlichkeit und einer verbesserten Hirnfunktion in Verbindung gebracht werden. Zugleich verringerten sich Bakterienarten, die an der Produktion bestimmter Gallensäuren beteiligt sind, deren Überproduktion das Risiko von Darmkrebs, Insulinresistenz, einer Fettleber sowie Zellschäden erhöhen.
Die Ernährungsinterventionsstudie DIRECT PLUS zeigte, dass eine polyphenolreiche grüne mediterrane Diät mit beispielsweise viel Beeren, Nüssen, Oliven und grünem Tee einen signifikanten Einfluss auf DNA-Methylierung und Transkriptom von Genen hat, die für Enzyme des Folsäurestoffwechsels kodieren. Dies trägt zu einer Rückbildung einer Fettleber und einer viszeralen Adipositas sowie zu einer reduzierten Steifigkeit der Aorta bei.
Heute listet die USDA in ihren Ernährungsempfehlungen die mediterrane Ernährung (neben der vegetarischen und der DASH Diet) als eine von drei gesundheitsförderlichen Ernährungsweisen auf.

## Ernährungsweise Mediterrane Ernährung

### Idealbild

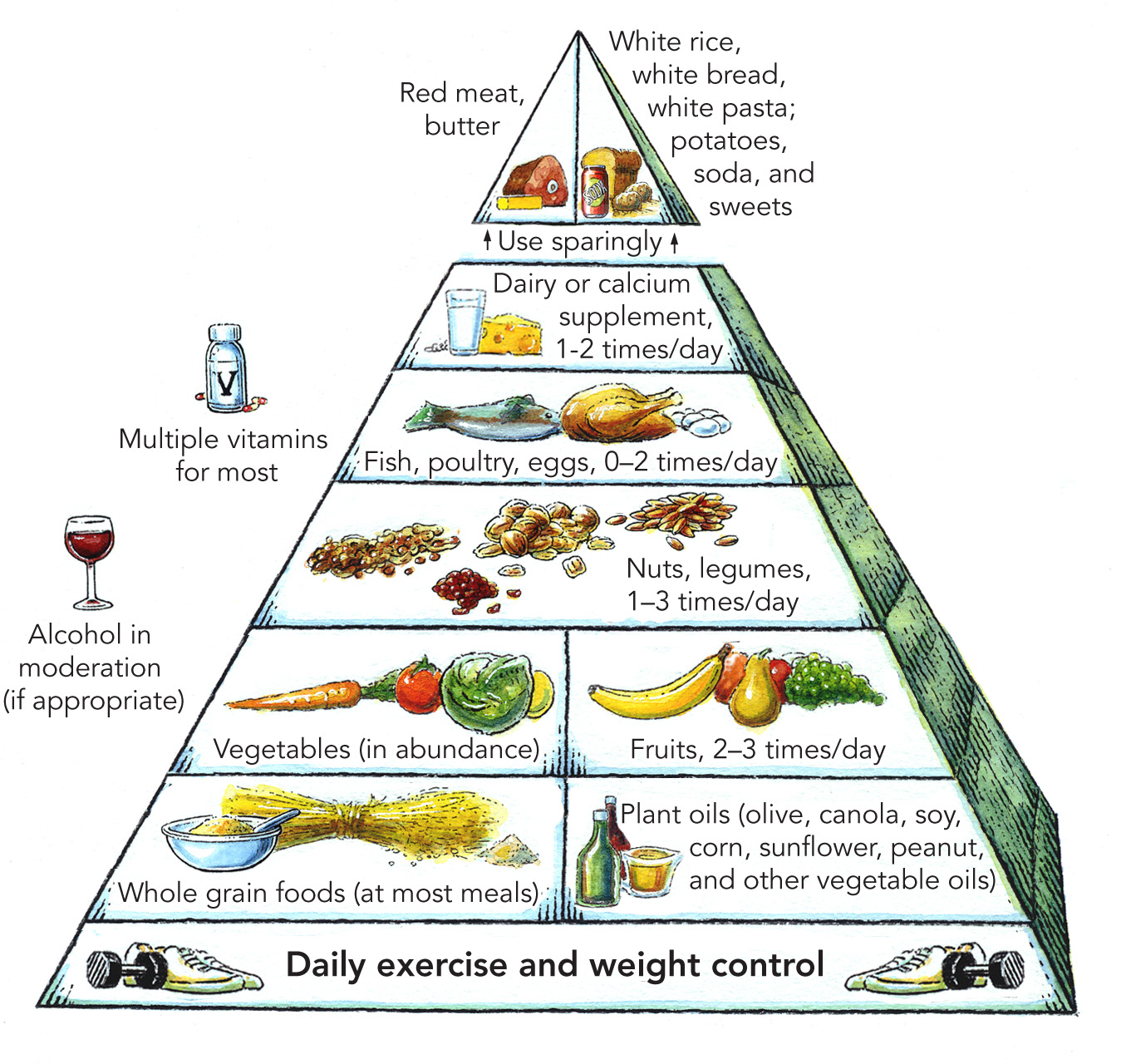
Ernährungspyramide Mediterrane Ernährung der Harvard University

Die Forschung zur mediterranen Ernährung bezieht sich auf die Ernährungsweise bis Mitte der 1960er Jahre in Mittelmeerregionen, in denen Oliven angebaut werden. Die tatsächlichen Essgewohnheiten der Menschen in den Mittelmeerländern weichen heutzutage teilweise deutlich von der früheren Ernährung ab („Verwestlichung“) und auch von dem, was Studien zur mediterranen Ernährung als gesundheitsförderliche Ernährungsmuster identifiziert haben. So folgen in den Mittelmeerländern trotz Förderung der mediterranen Ernährung heute nur noch relativ wenige Menschen dieser konsequent.
Es gibt verschiedene Möglichkeiten, die mediterrane Ernährung zu definieren. Dies kann a posteriori die faktisch praktizierte Ernährung in den Mittelmeerländern bis Mitte der 1960er Jahre sein, oder ein a priori festgelegtes Idealbild einer gesunden Ernährungsweise. In den letzten zwei Jahrzehnten wird in der Forschung vermehrt mit letzterem Idealmodell gearbeitet. Es erlaubt die Kost in verschiedene Lebensmittelgruppen einzuteilen und dann mittels Punktesystem zu bewerten, wie viele dieser Lebensmittel konsumiert wurden. Abschließend kann dann berechnet werden, wie streng Studienteilnehmer der Idealdefinition folgten. Eine Studie, die untersuchte, wie eine mediterrane Ernährung im wissenschaftlichen Kontext definiert ist, sah zwischen den verschiedenen Definitionen folgende Gemeinsamkeiten: 3–9 Portionen Gemüse täglich, eine halbe bis eine Portion Obst, 1–13 Portionen Getreide, bis zu 8 Portionen Olivenöl. 37 % der täglich zugeführten Nahrungsenergie kommen dabei aus Fett, 18 % aus einfach ungesättigten Fetten, 9 % aus gesättigten. Es werden etwa 33 g Ballaststoffe aufgenommen. Fleisch und Milchprodukte werden moderat, Eier und Süßigkeiten selten konsumiert.
Zu den folgenden Nahrungsgruppen gibt es Studien:
- Das Ernährungsmuster ist reich an Gemüse, Hülsenfrüchten, Vollkorngetreide (z. B. in Vollkornnudeln und Sauerteigbrot) und Nüssen. Hieraus ergibt sich eine breite Versorgung mit Nährstoffen, Antioxidantien und Ballaststoffen. Durch die Ballaststoffe ergibt sich u. a. ein relativ niedriger Glykämischer Index. Auch Obst, Gemüse, Nüsse und Hülsenfrüchte die nicht im Mittelmeerraum heimisch sind, sind für eine mediterrane Ernährung im wissenschaftlichen Sinn gut geeignet.
- Für Vollkorngetreide ergaben Studien eine deutliche Risikoreduktion für Darmkrebs (linear bis 120 Gramm pro Tag, weiterer kleinerer Nutzen bis 200 Gramm), für Koronare Herzkrankheit (nichtlinear für bis zu 200 Gramm pro Tag), für Herz-Kreislauf-Erkrankung (nichtlinear, hier ist das Plateau bei 210 Gramm / Tag) und Schlaganfall (nichtlinear, Plateau bei 120-150 Gramm).
- Für Gemüse ergibt die Studienlage: das Risiko für Herzkreislauferkrankungen sinkt nicht linear um 11 % bei 200 Gramm pro Tag bzw. 28 % bei 600 Gramm pro Tag. Das Risiko für Koronare Herzkrankheit sinkt nichtlinear um 12 % bei 400 Gramm pro Tag bzw. 30 % bei 550-600 Gramm pro Tag. Das Schlaganfallrisiko sinkt um 12 % bei 200 Gramm pro Tag und nach einigen aber nicht allen Studien um 20 % bei 400 Gramm pro Tag. Das Typ 2 Diabetes Risiko sinkt um 9 % bei 300 Gramm pro Tag, höhere Mengen bringen hier keinen zusätzlichen Nutzen. Das Darmkrebsrisiko sinkt um 7 % bei 200 Gramm pro Tag, darüber hinaus wurde nur ein minimaler zusätzlicher Nutzen ermittelt.
- Für Obst ergibt die Studienlage: das Risiko für Herzkreislauferkrankungen sinkt nicht linear um 10 % bei 200 Gramm pro Tag bzw. 16 % bei 300 Gramm pro Tag bzw. 27 % bei 800 Gramm pro Tag. Für das Typ 2 Diabetes Risiko wurde eine Risikoreduktion je nach Studie um linear 1 % bis 6 % je 106 Gramm pro Tag ermittelt. Das Brustkrebsrisiko sinkt linear um 6 % je 200 Gramm pro Tag. Das Schlaganfallrisiko sinkt nach zwei Studien nichtlinear mit einem Plateau von 20 % bei 200 – 350 Gramm pro Tag. Das Darmkrebsrisiko sinkt nichtlinear um 7 % bei 200 Gramm pro Tag, darüber hinaus nur minimal. Dies gilt allerdings nur für Obst, nicht für Fruchtsäfte.
- Für Nüsse ergibt die Studienlage bei ca. 15 Gramm pro Tag eine maximale Risikoreduktion von 29 % für Herzkreislauferkrankungen, 21 % für Koronare Herzkrankheit und eine kleine Risikoreduktion für Schlaganfall, Darm- und Brustkrebs.
- Nur in Maßen sollten Weißmehlprodukte, rotes Fleisch und verarbeitetes Fleisch (Wurst, Aufschnitt) genossen werden. Für Weißmehlprodukte ergeben Studien eine lineare Risikoerhöhung für Typ 2 Diabetes um 6 % bei 200 Gramm pro Tag bzw. 14 % bei 400 Gramm pro Tag. Für rotes Fleisch sehen Studien eine nichtlineare Risikoerhöhung für Koronare Herzkrankheit von 20 % bei 100 Gramm pro Tag und für Schlaganfall von 10 % bei 100 Gramm pro Tag, für Typ 2 Diabetes von 20 % bei 100 Gramm pro Tag und für Herz-Kreislauf-Erkrankungen von 20 % bei 150 Gramm pro Tag. Für verarbeitetes Fleisch sehen Studien bereits bei 30–50 Gramm pro Tag eine deutliche Risikoerhöhung für Herz-Kreislauf-Erkrankungen, Koronare Herzkrankheit, Typ 2 Diabetes und Krebserkrankungen. Der Konsum von Geflügel hingegen ist nicht mit Krankheitsrisiken assoziiert.
- Für Fischkonsum ergeben die Studien eine deutliche Risikoreduktion für Herz-Kreislauf-Erkrankungen und Koronare Herzkrankheit.
- Als Geschmacksträger wird traditionell Olivenöl anstelle von Butter, Sahne oder anderen tierischen Fetten eingesetzt, so dass etwas weniger gesättigte Fettsäuren aufgenommen werden. Olivenöl sollte „nativ“ bzw. „extra vergine“ sein, da nur dieses Öl Polyphenole enthält. Laut klinischen Studien kann es für die Herzgesundheit vorteilhaft sein natives Olivenöl und Rapsöl abwechselnd zu konsumieren. Rapsöl ist billiger und bringt zudem eine gute Menge α-Linolensäure (eine Omega-3-Fettsäure) mit.[17] Seit Ancel Keys ist bekannt, dass die Verringerung des Konsums von gesättigten Fettsäuren zu einer moderaten Verringerung der Menge an Low Density Lipoprotein (LDL-Cholesterin) führt. Hierfür ist der Ersatz durch einfach ungesättigte Fettsäuren geeignet, die keinen LDL-Cholesterin erhöhenden Effekt haben. Aufgrund neuerer Forschung wird heute zudem oft der Konsum einer guten Menge an mehrfach ungesättigten Fettsäuren empfohlen, da diese sogar einen LDL-Cholesterin senkenden Effekt haben. Die mediterrane Ernährungsweise ist nicht unbedingt ein Low-Fat-Ernährung. Fett macht im Schnitt 20 % bis 35 % der täglichen Kalorienaufnahme aus, wobei gesättigte Fettsäuren aber lediglich 7–8 % der täglichen Kalorienaufnahme ausmachen.[18]
- In moderaten Mengen sind fermentierte Milchprodukte (Käse, Joghurt) gemäß vielen Studien gesund. Käse enthält zwar viel gesättigte Fettsäuren, aber auch Mineralien, Proteine und Vitamin K und ist laut einigen Studien in Mengen von um 50 Gramm pro Tag herum gesundheitsförderlich.[17]

### Übertragbarkeit auf Länder außerhalb des Mittelmeerraums
Ein wesentlicher Forschungsschwerpunkt wurde auch die Übertragbarkeit auf andere Länder, in denen z. B. Olivenöl nicht zu etablierten Lebensmitteln gehört. Dies führte zu Variationen der mediterranen Ernährung, die sich statt Olivenöl mehr auf andere Pflanzenöle mit überwiegend ungesättigtem Fettsäurespektrum bezogen. Eine Auswertung von zwei großen amerikanischen Kohortenstudien ergab, dass solche Pflanzenöle zur Prävention von Herz-Kreislauf Erkrankungen ähnlich gut geeignet sind wie Olivenöl sowie besser als Margarine. Auch Obst, Gemüse, Nüsse und Hülsenfrüchte die nicht im Mittelmeerraum heimisch sind, sind für eine mediterrane Ernährung im wissenschaftlichen Sinn gut geeignet. Es stehen auch nicht einzelne Lebensmittel oder Nährstoffe im Mittelpunkt, sondern das Ernährungsmuster. Es geht in erster Linie um die Nährstoffqualität, also überwiegend „gute“ Fette (ungesättigte Fettsäuren) und „gute“ komplexe Kohlenhydrate statt „schlechte“ Kohlenhydrate wie Weißmehl und Zucker. Die mediterrane Ernährungsweise ist, auch im Vergleich mit anderen gesunden Ernährungsformen, weniger restriktiv und dadurch machbar, langfristig durchhaltbar und trotzdem gesundheitlich effektiv.
Teil des Weiteren mediterranen Lebensstils, der im Zusammenhang mit der mediterranen Ernährung empfohlen wird, ist täglich ausreichend Bewegung bzw. Sport und eine enge Verbindung zu Familie und Freunden.
Es können auch weitere Variationen der Grundlagen der üblichen oder traditionellen mediterranen Ernährung konstruiert und mit wissenschaftlichen Mitteln untersucht werden. Diese Modifikationen können auf weitere Verbesserungen der menschlichen Gesundheit im Allgemeinen, auf personalisierte Gesundheitsziele – wie Gewichtsabnahme oder Muskelwachstum – und/oder auf ökologische Nachhaltigkeit abzielen.

## Gesundheit

### Körperliche Gesundheit
In einer randomisierten Interventionsstudie reduzierte eine mediterrane Ernährung die Fälle an Herzerkrankungen. Die American Heart Association sieht mit Stand 2016 positive Auswirkungen für ein Vorbeugen von Herzerkrankungen – der häufigsten Todesursache weltweit.
Laut American Diabetes Association und anderen wirkt die mediterrane Ernährung zudem präventiv der Entstehung von Diabetes Typ II entgegen.
Übergewichtigen Menschen kann die Ernährung zum Gewichtsverlust verhelfen.

### Geistige Gesundheit
2006 stellte eine Studie fest, dass die mediterrane Ernährung vor der Alzheimer-Krankheit schützen kann.
2016 stellte eine systematische Übersichtsarbeit fest, dass eine mediterrane Ernährung mit einer verbesserten kognitiven Leistungsfähigkeit und einem verminderten Risiko für Demenz verbunden ist. Da die meisten Studien epidemiologisch waren, kann nicht abschließend gesagt werden, ob es einen kausalen Zusammenhang gibt.
Eine Studie aus dem Jahr 2021 definierte die Mediterrane Ernährung als charakterisiert durch „hohen Konsum von Obst und Gemüse, Hülsenfrüchte, Vollkornprodukten, Nüssen, Olivenöl, sowie einen moderaten Fisch- und Weinkonsum und einen geringen Konsum von Milchprodukten, Fleisch, Geflügel oder gesättigten Fetten. Für diejenigen Studienteilnehmer, die dieser Ernährungsweise am strengsten folgten konnte eine um 20 % reduziertes Risiko an Demenz zu erkranken festgestellt werden. Insgesamt reduzierte sich das Demenz-Risiko, je strenger der Mediterranen Ernährung gefolgt wurde.“
Eine Studie aus dem Jahr 2017 kam zu dem Ergebnis, dass mediterrane Ernährung zusätzlich zu Psychotherapie und / oder Medikamenten signifikant zum Erfolg einer Therapie von schwer Depressiven beitragen kann. In der Interventionsgruppe erreichten 32,3 % eine Verbesserung des Montgomery–Åsberg Depression Rating Scale auf unter 10. In der Kontrollgruppe die „nur“ Psychotherapie und / oder Medikamenten erhielten, erreichten nur 8 % eine entsprechende Verbesserung.

### Auswirkung auf Gesamtmortalität
Eine Metaanalyse von 2010 wertete 19 weltweite prospektive Kohortenstudien aus den Jahren 1966 bis 2010 mit einer Studienbevölkerung von insgesamt mehr als 2 Millionen Menschen aus. In dem Beobachtungszeitraum war es insgesamt zu 50.000 studiendesignrelevanten Todesfällen gekommen.
Die Kohortenstudien hatten die Besonderheit, dass sie nach der Nähe der individuellen Ernährung zu dem Leitbild der mediterranen Ernährung unterschieden. Die Punktevergabe wurde wie folgt vorgenommen: für einen (gemessen am Bevölkerungsdurchschnitt) überdurchschnittlichen Konsum von typischen „mediterranen“ Nahrungsmitteln wie Gemüse, Obst, Hülsenfrüchte, Getreide, Fisch und einen moderaten Weinkonsum gab es jeweils einen Punkt, für einen unterdurchschnittlichen Konsum von rotem Fleisch, verarbeiteten Wurstwaren und Milchprodukten gab es auch jeweils einen Punkt. Es wurden also zwischen 0 Punkten und 7-9 Punkten vergeben.
Die Auswertung ergab bereits für eine relativ kleine Nähe zum Leitbild der mediterranen Ernährung von 2 Punkten:
- eine Risikoreduktion um 8 % für Gesamtsterblichkeit
- eine Risikoreduktion um 10 % für Herz-Kreislauf-Erkrankungen
- eine Risikoreduktion um 6 % für Krebserkrankungen und
- eine Risikoreduktion um 13 % für neurodegenerative Erkrankungen (Alzheimer, Parkinson etc.)

Eine systematischen wissenschaftlichen Übersichtsarbeit aus dem Jahr 2019 ergab ebenfalls, dass eine derartige Ernährungsweisen die Gesamtsterblichkeit senkt.
Die positiven Effekte sind stärker, wenn diese Ernährung mit körperlicher Aktivität und dem Verzicht auf Rauchen und Alkoholkonsum kombiniert werden.
Eine Metanalyse von 117 Studien mit 3,2 Millionen Teilnehmern ergab eine Risikoreduktion verschiedener Krebsrisiken wie folgt:
| Art                      | Relatives Risiko (95 % Konfidenzintervall) |
| ------------------------ | ------------------------------------------ |
| Blasenkrebs              | 0,87 (0,77-0,99)                           |
| Blutkrebs                | 0,94 (0,87-1,01)                           |
| Brustkrebs               | 0,94 (0,91-0,98)                           |
| Darmkrebs                | 0,83 (0,76-0,90)                           |
| Gebärmutterkrebs         | 0,67 (0,41-1,10)                           |
| Speiseröhrenkrebs        | 0,64 (0,35-1,17)                           |
| Magenkarzinom            | 0,70 (0,61-0,80)                           |
| Kopf und Halskrebs       | 0,56 (0,44-0,72)                           |
| Leberkrebs               | 0,64 (0,54-0,75)                           |
| Bauchspeicheldrüsenkrebs | 0,80 (0,60-1,06)                           |
| Lungenkrebs              | 0,84 (0,76-0,93)                           |
| Prostatakrebs            | 0,98 (0,93-1,04)                           |

## Vergleiche
Die Mediterrane Ernährung kann als Pflanzenbasierte Ernährung angesehen werden. Sie ist aber nicht vegetarisch oder vegan.

### Vergleich mit einer Low-Fat-Diät
In der Krankheitspräventionsstudie Predimed zeigte sich, dass eine Gruppe die pro Teilnehmer und Woche 1 Liter Olivenöl zum Verzehr gestellt bekamen sowie eine weitere Gruppe, die pro Tag 30 Gramm gemischte Nüsse bekam, ein um 30 % niedrigeres Risiko für Herz-Kreislauf-Erkrankungen hatte als die Kontrollgruppe, die lediglich einer Low-Fat-Diät gemäß den damaligen Empfehlungen folgte. Alle Teilnehmer hatten bei Studienbeginn ein erhöhtes Risiko für Herz-Kreislauferkrankungen (z. B. Diabetes oder hohe Serum-Cholesterinwerte). Die Predimed Studie wurde nach gut 4 Jahren aus ethischen Gründen abgebrochen, da offensichtlich wurde, dass die Kontrollgruppe einem deutlich höheren Sterberisiko ausgesetzt war.

### Kleinere Studien mit stark übergewichtigen Teilnehmern

#### Erhöhung des pflanzlichen Anteils
Eine randomisierte kontrollierte Studie, in der ca. 300 fettleibigen Personen nach dem Zufallsprinzip eine von drei Ernährungsweisen zugeteilt wurde, zeigte, dass eine gezielte zusätzliche Erhöhung des Anteils pflanzlicher Lebensmittel – wie z. B. die tägliche Einnahme von Nahrung auf Basis von Mankai-Eiweißshakes – neben einer zusätzlichen  Einschränkung des Fleischkonsums und dem regelmäßigen Konsum von grünem Tee die positiven Effekte der Mittelmeerdiät verstärken kann.

#### Fettarme vegane Diät
Eine Autorengruppe des Physicians Committee for Responsible Medicine (Neal D. Barnard et al.) gingen mit einer kurzen Ernährungsstudie mit sehr kleinem Teilnehmerkreis der Frage nach, wie sich die von ihnen propagierte fettarm-vegane Diät im Vergleich zur mediterranen Ernährung auf das Körpergewicht und auf kardiometabolische Risikofaktoren auswirkt. Die Empfehlung für die vegane Diät bestand dabei aus Gemüse, Getreide, Hülsenfrüchten und Obst, das vermeiden zugesetzter Fette und eine Supplementierung von Vitamin B12. In einer randomisierten, doppelblinden Cross-Over-Studie mit anfänglich 62 Teilnehmern wurde über jeweils 16 Wochen die mediterrane Ernährung mit dieser fettarmen veganen Kost verglichen. Die Studienteilnehmer waren übergewichtige Erwachsene. Für beide Diätphasen gab es keine Vorgaben bezüglich Energieaufnahme. In der Praxis lag die berichtete Energieaufnahme während der veganen Diätphase dennoch um täglich 500 kcal unter dem Vorstudienniveau, während sie sich in der mediterranen Diätphase nicht signifikant veränderte. Die Studie brachte folgendes Ergebnis:
- Beide Kostformen verringerten den Blutdruck, die mediterrane mit 6,0 mmHg mehr als die vegane mit 3,2 mmHg.
- Die mediterrane Kost führte zu keinem Gewichtsverlust, während die vegane Kost im Schnitt zu -6 kg Gewichtsverlust führte.
- Die vegane Kost führte zu 3,4 kg Fettverlust und 315 cm³ weniger Viszeralfett.
- Während die mediterrane Kost keinen Einfluss auf den Cholesterin-Spiegel hatte, führte die vegane Kost zu −18,7 mg/dL weniger Gesamtcholesterin und −15,3 mg/dL weniger LDL-Cholesterin.

Das Studienergebnis ist limitiert durch die Art der Durchführung. Es handelt sich um eine self reported Studie, das Essen wurde für die Teilnehmer nicht von den Studienautoren bereitgestellt, sondern es gab nur Ernährungsempfehlungen und nachträgliche Befragungen zu der Ernährung der jeweiligen Phase. Derartige Studien können durch Soziale Erwünschtheit verzerrt werden. Eine weitere Limitierung ist die kurze Dauer und die kleine Teilnehmerzahl.

## Umwelt
Ernährungsweisen, die viel auf pflanzliche Lebensmittel setzen, haben einen geringeren Ressourcenverbrauch als solche, in denen mehr Tierprodukte konsumiert werden. Eine Studie aus dem Jahr 2013 analysierte die Umweltwirkung, welche eine mediterrane Ernährung gegenüber der üblichen Kost dort hatte. Die Studie kam zu dem Schluss, dass Treibhausgase um 72 % verringert werden können, Landnutzung um 58 %, Energieverbrauch um 52 % und Wasserverbrauch um 33 %.